# Терентєєво (Сафоновський район)
Терентєєво (рос. Терентеево) — присілок Сафоновського району Смоленської області Росії. Входить до складу Пушкінського сільського поселення.
Населення — 38 осіб (2007 рік). 